# Kočovce
Kočovce (Hongaars: Kocsóc) is een Slowaakse gemeente in de regio Trenčín, en maakt deel uit van het district Nové Mesto nad Váhom.
Kočovce telt 1.462 inwoners.